# Skyline Film Festival

Ganadores del Skyline Benidorm Film Festival 2025

El Skyline Benidorm Film Festival es, desde 2022, un festival calificador de los Premios Goya. Empezó como una muestra cinematográfica celebrada en la ciudad de Benidorm, España, que ha ido evolucionando desde su creación en 2017. En apenas nueve ediciones, el Skyline se ha consolidado como uno de los eventos clave en el panorama del cortometraje español e internacional, combinando proyecciones de calidad, industria, formación y compromiso social.

## Historia y evolución
Nacido en 2017 como una muestra de cortometrajes, el festival evolucionó rápidamente hacia un modelo competitivo y profesional. En 2022 fue reconocido como festival calificador para los Premios Goya en las categorías de Ficción y Documental, y a partir de 2024 se amplió también a la categoría de Animación, lo que lo convierte en uno de los pocos festivales españoles con el máximo reconocimiento de la Academia de Cine en todas las categorías de cortometraje.
Desde su origen, el Skyline ha apostado por el pago por selección a los cineastas en la Sección Oficial Nacional, una práctica aún poco común en el circuito. Esta filosofía de respeto al trabajo creativo ha sido una constante del festival.
En 2025, se celebra su 9.ª edición (del 29 de marzo al 5 de abril), marcada por el lanzamiento de PRISMA, las primeras jornadas de industria del festival. PRISMA ofrece formación avanzada, mesas de financiación, actividades de networking, encuentros con profesionales del sector y masterclasses, fortaleciendo el Skyline como punto de encuentro del sector audiovisual, tanto nacional como internacional.

## Películas
Algunas películas destacadas que fueron proyectadas en el Skyline son Madre (cortometraje de 2017) (de Rodrigo Sorogoyen) ganador del Goya y nominado al Oscar, 9 Pasos (de Marisa Crespo y Moisés Romera), Cerdita (de Carlota Pereda) finalista y ganador del Premio Goya al mejor cortometraje de ficción 2019, "A la cara" (de Javier Marco), ganador del premio goya en 2020, y "The Monkey (de Lorenzo Degl'Innocenti, Xosé Zapata), Premio Goya al mejor cortometraje de ficción 2022, "Semillas de Kivu" documental sobre violencia de género en el Congo, ganador del Goya a mejor documental en 2024, "Paris 70" premiado en varios certámenes internacionales o "Cuerdas", "La Noria", "Tótem loba", "Dana" y otros títulos con gran impacto en el circuito nacional e internacional

## Secciones y programación
El Skyline Benidorm Film Festival ofrece una programación rica y diversa, estructurada en distintas secciones que reflejan tanto la pluralidad del panorama audiovisual contemporáneo como su vocación formativa, social e industrial. Cada edición incluye proyecciones, actividades educativas, eventos para profesionales y propuestas culturales que acercan el cine en formato corto a públicos de todas las edades.
La Sección Oficial Nacional constituye uno de los ejes principales del festival. En ella compiten los mejores cortometrajes españoles del año en las categorías de ficción, animación y documental. Esta sección no solo representa una muestra de la excelencia técnica y narrativa del cine español, sino que también garantiza a sus participantes un pago por selección, posicionando al Skyline como un referente en el respeto a los derechos de autor y al trabajo creativo.
La Sección Internacional presenta una cuidada selección de cortometrajes procedentes de distintos países, con propuestas que abordan temáticas universales desde miradas culturales diversas. Esta sección permite al público local acceder a cinematografías de difícil distribución, y promueve el diálogo intercultural a través del cine.
La Sección Iberoamericana pone el foco en las producciones de América Latina, Portugal y España, con especial atención a la riqueza lingüística y narrativa del ámbito iberoamericano. Es un espacio donde convergen nuevas voces que exploran tanto problemáticas sociales como lenguajes cinematográficos innovadores.
Pensando en el relevo generacional, el festival incluye la Sección Jóvenes Realizadores, destinada a cineastas emergentes que están dando sus primeros pasos en el sector. Esta sección fomenta el descubrimiento de nuevos talentos y da visibilidad a creadores y creadoras con propuestas frescas y originales.
Desde 2020 se crea la sección Shortpitch, primero coordinada por Joana Chilet (2020-2022) y después por Rodolfo Coloma (2023-actualidad) donde se presentan entre 10 y 12 finalistas de proyectos de cortometraje en diversas fases de desarrollo, cuyo requisito principal es que al menos el 50 % se ruede en el municipio de Benidorm. El proyecto ganador obtiene el respaldo en productos y servicios de diferentes empresas; en 2025 han sido: Alonso & Évole Estudio Jurídico, bbo subtitulado, Cinevent, Ciudad de la Luz Film Estudios, Echar a Rodar, EICTV, Films on the Road, JVM Creative Studio, Music Library &SFX S.L., Nostromo Comunicación, Pasarela, RC Audio, RC services, Tomahawk Digital Cinema Services; con un valor de 23 900 €.
Desde 2024, el festival cuenta con un Concurso de Guion, abierto a obras en lengua castellana o valenciana en formato de cortometraje, ya sea de ficción, animación o documental. Esta convocatoria internacional premia el mejor guion con el Premio DAMA, dotado con 1500 euros, e impulsa el desarrollo de nuevos proyectos cinematográficos.
En 2025 se incorporó una de las grandes novedades del festival: PRISMA, las primeras jornadas de industria del Skyline. Este espacio está concebido como punto de encuentro profesional entre productoras, plataformas, distribuidores, programadores y cineastas. Entre sus actividades se encuentran el Shortpitch (presentación de proyectos en desarrollo ante un jurado profesional), mesas redondas sobre financiación y coproducción, y encuentros con programadores de festivales internacionales.
Además de las secciones competitivas e industriales, el festival mantiene una fuerte vocación de proximidad y educación audiovisual. Por ello, se realizan proyecciones en salas de cine, espacios culturales, centros sociales y escolares, con una clara voluntad de descentralización y de llegar a nuevos públicos. En paralelo, se desarrollan actividades online a través de la plataforma Filmin, lo que permite ampliar el alcance del festival más allá del ámbito geográfico de Benidorm.
Completan la programación una serie de actividades paralelas como exposiciones, coloquios con cineastas, mesas redondas temáticas, y encuentros informales de networking, que favorecen el intercambio de ideas, la formación continua y la creación de redes de colaboración dentro del sector audiovisual.

## Personalidades destacadas
A lo largo de sus ediciones, el Skyline Benidorm Film Festival ha reunido a un jurado compuesto por destacadas figuras del cine, la televisión y la cultura, consolidando así su prestigio en el ámbito nacional. Han formado parte del jurado personalidades como la cineasta y activista Mabel Lozano, el director y guionista Marcos Cabotá, la ganadora del Goya al mejor vestuario Clara Bilbao, y los hermanos Kiko y Javi Prada, conocidos por su trabajo en dirección y guion.
También han participado la actriz y directora de casting Cristina Perales, el compositor Luis Ivars, la productora y directora Pilar Pérez Solano, la actriz y formadora Assumpta Serna, y el guionista de comedias de referencia Diego San José Castellano.
El festival ha contado asimismo con la crítica de cine y guionista Marta Medina, la humorista y presentadora Laura Márquez, la directora Avelina Prat, la realizadora y guionista Inés de León, el productor Enrique López Lavigne, la actriz y presentadora Paula Prendes, y la actriz y directora Marta Nieto.
Otros miembros del jurado han sido el actor Gorka Lasaosa, la guionista y directora de cine Belén Sánchez-Arévalo, las periodistas culturales Yolanda Flores y Teresa Montoro, la escritora María Zaragoza, el gestor cultural y director de Cinema Jove Carlos Madrid, y el productor Jorge Acosta, entre muchos otros. La diversidad de perfiles profesionales garantiza una mirada plural y especializada en cada edición.

## Premios
En el Skyline Benidorm film festival los premios ascienden a 20 000 € aproximadamente en 2022, siendo su especial punto diferenciador el primar con un pago por selección a todos y cada uno de los 25 cortometrajes seleccionados en la sección oficial nacional.

### Premio Skyliner
El Premio Skyliner es el galardón honorífico que concede anualmente el Skyline Benidorm Film Festival a una figura destacada del audiovisual español, en reconocimiento a su trayectoria profesional y su implicación con el cine en formato corto. Este premio no solo homenajea a grandes nombres de la interpretación o la producción, sino también a aquellos que han contribuido de manera significativa a la promoción del cortometraje como formato artístico y narrativo.
En la edición de 2023, el premio fue otorgado a la actriz María Esteve, en reconocimiento a una carrera sólida y diversa en cine, televisión y teatro. Hija de la mítica Pepa Flores (Marisol) y del actor Antonio Gades, María Esteve ha sabido forjar una identidad artística propia, participando en películas como El otro lado de la cama o Más que amor frenesí. Su cercanía con el cine independiente y su sensibilidad con los nuevos talentos fueron determinantes para su elección.
En 2024, el galardón recayó en el veterano actor Miguel Rellán, una de las figuras más queridas del cine y la televisión españolas. Con una extensa trayectoria que abarca desde sus papeles en Tata mía hasta series como Vergüenza, Rellán ha sabido reinventarse en cada etapa de su carrera. Su trabajo en cortometrajes recientes y su compromiso con el medio lo hicieron merecedor de este reconocimiento por parte del festival.
En la edición más reciente, en 2025, el Premio Skyliner fue para Cayetana Guillén Cuervo, actriz, presentadora y gran defensora del cortometraje desde su labor al frente del programa "Versión Española" de RTVE. Con una trayectoria que combina interpretación, periodismo cultural y activismo audiovisual, Cayetana representa el puente entre los creadores emergentes y el gran público, consolidándose como una figura imprescindible para la visibilidad del cine en formatos breves. Su labor ha sido crucial para dar cabida en prime time a numerosas obras de cortometraje y primeras películas.

### Palmarés 2018
| Premio                   | Cortometraje (Dirección)                           |
| ------------------------ | -------------------------------------------------- |
| MEJOR CORTO NACIONAL     | CAVALLS MORTS Marc Riba y Anna Solanas             |
| MEJOR DIRECCIÓN          | BYE BYE BABY Pablo S. Pastor                       |
| MEJOR PRODUCCIÓN         | LOS HOMBRES DE VERDAD NO LLORAN Lucas Castán Rasal |
| MEJOR FOTOGRAFÍA         | SCRATCH David Valero                               |
| MEJOR BANDA SONORA       | SPUTNIK Vicente Bonet Martínez                     |
| MEJOR CORTO VALENCIANO   | SCRATCH David Valero                               |
| PREMIO CONCURSO DE GUION | EL PATIO Lorenzo Beites                            |

 Fuente

### Palmarés 2019
| Premio                         | Cortometraje (Dirección)                            |
| ------------------------------ | --------------------------------------------------- |
| MEJOR PELÍCULA                 | LA GUARIDA Iago de Soto                             |
| MEJOR DIRECCIÓN                | MI HERMANO JUAN Maria Jose Martin y Cristina Martin |
| MEJOR PRODUCCIÓN               | FLOTANDO Frankie De Leonardis                       |
| MEJOR FOTOGRAFÍA               | UNCOLOURED GIRL Charlie García Villalba             |
| MEJOR BANDA SONORA             | LA GUARIDA Iago de Soto                             |
| MEJOR DOCUMENTAL               | KYOKO Marcos Cabotá y Joan Bover Raurell            |
| MEJOR PELÍCULA VALENCIANA      | IPDENTICAL Marcos Huertas Mascarell                 |
| MEJOR PELÍCULA VALENCIANA      | MANSPREADING Abdelatif Hwidar                       |
| MEJOR CORTOMETRAJE ESTUDIANTES | BOSA Aitana Serrallet                               |
| PREMIO CONCURSO DE GUION       | LA PLATJA DE PAU PI Natxo Fuentes                   |
| PREMIO ESPECIAL DEL JURADO     | LA NORIA Carlos Baena                               |
| MENCIÓN HONORÍFICA             | DESTINO: VERANO Antonio Sosa                        |

 Fuente

### Palmarés 2020
| Premio                         | Cortometraje (Dirección)                         |
| ------------------------------ | ------------------------------------------------ |
| MEJOR PELÍCULA DE FICCIÓN      | SUC DE SÍNDRIA Irene Moray                       |
| MEJOR PELÍCULA DE ANIMACIÓN    | CANDELA Anna Solanas y Marc Riba                 |
| MEJOR DOCUMENTAL               | MALAKOOTI Javier Gómez Bello                     |
| MEJOR DIRECCIÓN                | 16 DE DECEMBRO Álvaro Gago                       |
| MEJOR PRODUCCIÓN               | BENIDORM 2017 Claudia Costafreda                 |
| MEJOR FOTOGRAFÍA               | A NINGUNA PARTE Dani Toledo                      |
| MEJOR BANDA SONORA             | LA TIERRA LLAMANDO A ANA Fernando Bonelli        |
| MEJOR PELÍCULA VALENCIANA      | CONFETI Mila Luengo y Sergi Miralles             |
| MEJOR CORTOMETRAJE ESTUDIANTES | MUGAK Flavia Vila                                |
| PREMIO CONCURSO DE GUION       | PAPÁ ESTÁ DE VIAJE Nach Solís                    |
| PREMIO DEL PÚBLICO             | BIOGRAFÍA DEL CADÁVER DE UNA MUJER Mabel Lozano  |
| MEJOR SHORTPITCH               | LA TEMPORADA MÁS FRÍA Dani Toledo y Mammut films |

 Fuente

### Palmarés 2021
| Premio                                  | Cortometraje (Dirección)                                  |
| --------------------------------------- | --------------------------------------------------------- |
| MEJOR PELÍCULA DE FICCIÓN               | EL AMOR AMENAZADO Héctor Herce                            |
| MEJOR PELÍCULA EUROPEA                  | BONOBO Zoel Aeschbacher                                   |
| MEJOR PELÍCULA DE ANIMACIÓN             | ROBERTO Carmen Córdoba                                    |
| MEJOR DOCUMENTAL                        | NORTE Francesc Nogueras                                   |
| MEJOR DIRECCIÓN                         | FERROTIPOS (Nüll García)                                  |
| MEJOR PRODUCCIÓN                        | STANBROOK Óscar Bernàcer                                  |
| MEJOR FOTOGRAFÍA                        | LOS HONORES Sergio Barrejón                               |
| MEJOR BANDA SONORA                      | ROBERTO Carmen Córdoba                                    |
| MEJOR PELÍCULA VALENCIANA               | STANBROOK Óscar Bernàcer                                  |
| MEJOR CORTOMETRAJE ESTUDIANTES          | DESPUÉS DEL FINAL Javier Guillot                          |
| MEJOR CORTOMETRAJE SOBRE SOSTENIBILIDAD | MADE IN Eva López                                         |
| PREMIO CONCURSO DE GUION                | ESTO NO ES NORUEGA Paco Cavero                            |
| PREMIO CONCURSO DE GUION                | EL PENSAMIENTO MÁGICO Eva Sáiz                            |
| PREMIO DEL PÚBLICO                      | DANA Lucía Forner                                         |
| PREMIO MEJOR ACTOR                      | LA BANYERA (Abel Folk)                                    |
| PREMIO MEJOR ACTRIZ                     | ESTE VERANO Y EL RESTO Resu Morales                       |
| MEJOR SHORTPITCH                        | JERUSALÉN Marina Velázquez, Jaibo Films y Tourmalet Films |

 Fuente

### Palmarés 2022
| Premio                                       | Cortometraje (Dirección)                                      |
| -------------------------------------------- | ------------------------------------------------------------- |
| MEJOR PELÍCULA DE FICCIÓN                    | IMPOSIBLE DECIRTE ADIÓS Yolanda Centeno                       |
| MEJOR PELÍCULA EUROPEA                       | THE RIGHT WORDS Adrian Moyse                                  |
| MEJOR PELÍCULA IBEROAMERICANA                | MTI Mauricio Corco                                            |
| MEJOR PELÍCULA DE ANIMACIÓN                  | THE MONKEY Xosé Manuel Zapata y Lorenzo Degl’Innocenti        |
| MEJOR DOCUMENTAL                             | FIGURANTE Nacho Fernández                                     |
| MEJOR DIRECCIÓN                              | AMIANTO Javier Marco                                          |
| MEJOR PRODUCCIÓN                             | CHAVAL Jaime Olias                                            |
| PREMI À PUNT AL MILLOR CURTMETRATGE VALENCIÀ | MINDANAO Borja Soler                                          |
| PREMIO CONCURSO DE GUION                     | MAPA DE LA GEOGRAFÍA EMOCIONAL Julu Martinez y Candela Megido |
| PREMIO DEL PÚBLICO                           | SUELTA Javier Pereira                                         |
| PREMIO MEJOR INTERPRETACIÓN                  | POLVO SOMOS Jone Laspiur                                      |
| PREMIO PNR                                   | SUELTA Javier Pereira                                         |
| PREMIO Shortpitch                            | Largo Viaje Kabiria Films                                     |

 Fuente

### Palmarés 2023
| Premio                                       | Cortometraje (Director)                                             |
| -------------------------------------------- | ------------------------------------------------------------------- |
| Premio Skyliner                              | María Esteve                                                        |
| MEJOR PELÍCULA DE FICCIÓN                    | SUSHI Iván Morales                                                  |
| MEJOR PELÍCULA EUROPEA                       | SCALES Joseph Pierce                                                |
| MEJOR PELÍCULA IBEROAMERICANA                | ESTRELLAS DEL DESIERTO Katherina Harder                             |
| MEJOR PELÍCULA DE ANIMACIÓN                  | SANDWICH CAT David Fidalgo                                          |
| MEJOR DOCUMENTAL                             | HARDCORE Adán Aliaga                                                |
| MEJOR DIRECCIÓN                              | SUSHI Iván Morales                                                  |
| MEJOR PRODUCCIÓN                             | A RABIA Alberto Díaz López                                          |
| PREMI À PUNT AL MILLOR CURTMETRATGE VALENCIÀ | HARDCORE Adán Aliaga                                                |
| PREMIO CONCURSO DE GUION                     | LA PISCINA Santiago Cardelús y Pablo Manchado                       |
| PREMIO SHORTPITCH                            | ¿POR QUÉ LLORAN LAS CHICAS? Claudia Ortega, Entre las piedras Films |
| PREMIO DEL PÚBLICO                           | CUENTAS DIVINAS Eulàlia Ramón                                       |
| PREMIO MEJOR INTERPRETACIÓN                  | SUSHI Xavi Sáez                                                     |
| JURADO JOVEN                                 | AMARRADAS Carmen Córdoba                                            |
| JÓVENES REALIZADORES                         | SI ME QUEREI, IRSE Sofía Muñoz                                      |
| PREMIO PNR                                   | PARIS 70 Dani Freixas                                               |

 Fuente

### Palmarés 2024
| Premio                                                          | Cortometraje (Director)                                  |
| --------------------------------------------------------------- | -------------------------------------------------------- |
| Premio Skyliner                                                 | Miguel Rellán                                            |
| Mejor Dirección                                                 | Alex Lora i Cercós por La gran obra (Alex Lora i Cercós) |
| Mejor Cortometraje Jóvenes Realizadores                         | Tengo algo que decirte (Marcos Barbas)                   |
| Mejor Cortometraje Ficción                                      | Artesanía (David Pérez Sañudo)                           |
| Mejor Cortometraje Documental                                   | Blow! (Neus Ballús)                                      |
| Mejor Cortometraje Animación                                    | To bird or not to bird (Martín Romero)                   |
| Mejor Producción                                                | Largo viaje (Héctor Herce)                               |
| Mejor Interpretación (Premio exaequo)                           | Kuni Tomita, por Tu tijera en mi oreja (Carlos Ruano)    |
| Mejor interpretación (Premio exaequo)                           | Paula Usero por Mi zona (Cristian Beteta)                |
| Mejor Cortometraje Iberoamericano                               | Cuarto de hora (Nemo Arancibia)                          |
| Mejor Cortometraje Europeo                                      | Hardly working (Total Refusal collective)                |
| Mejor Cortometraje Jurado Joven                                 | Tu tijera en mi oreja (Carlos Ruano)                     |
| Premio DAMA al mejor guion del concurso de escritura de guiones | Angles Morts (Jan Amor)                                  |
| Mención de honor                                                | El monstruo de al lado (Curro Narváez y David Ayllón)    |
| Premio Shortpitch                                               | Sold Out (Alba Iranzo i Mina Costa - La Senda Films)     |
| Mención especial Shortpitch                                     | Última noche en Venus (María Olmedilla - Jaume Subirós)  |
| Premio del Público                                              | Whirlpool 3933 (José Luis Santos Pérez)                  |

 Fuente

### Palmarés 2025
| Premio                                             | Cortometraje (Dirección)                                            |
| -------------------------------------------------- | ------------------------------------------------------------------- |
| Premio Skyliner 2025                               | Cayetana Guillén-Cuervo                                             |
| Mejor cortometraje de Ficción                      | El Príncep (Àlex Sardà)                                             |
| Mejor cortometraje Documental                      | Semillas de Kivu (Néstor López y Carlos Valle)                      |
| Mejor cortometraje de Animación                    | Carmela (Vicente Mallols)                                           |
| Mejor Dirección                                    | María Herrera, por El cuento de una noche de verano (María Herrera) |
| Mejor cortometraje de jóvenes realizadores         | Patrimonio (Aitor Abio)                                             |
| Mejor Diseño de Producción                         | Pilar Sancho por Semillas de Kivu (Néstor López y Carlos Valle)     |
| Mejor Interpretación – ex aequo                    | Javier Pereira, por Violetas (Borja Escribano)                      |
| Mejor Interpretación – ex aequo                    | Nacho Sánchez, por Una cabeza en la pared (Manuel Manrique)         |
| Mención Especial del Jurado                        | Co-haunting (Paula Sánchez, Adrián Carande y Pepe Rico)             |
| Premio DAMA al Mejor Guion del Concurso de Guiones | Jardines (Patricia Benedicto)                                       |
| Mejor cortometraje Iberoamericano                  | La asistente (Pierre Llanos)                                        |
| Mejor cortometraje Internacional                   | A summer’s end poem (Lam Can-Zhao)                                  |
| Premio del Público                                 | La noche dentro (Antonio Cuesta)                                    |
| Premio del Jurado Joven                            | La noche dentro (Antonio Cuesta)                                    |
| Premio Shortpitch                                  | La hora escrita (Coke Arijo y Cristina Vivó)                        |

 Fuente

## Jurados
2018: Sección Oficial: Eva Vizcarra, Pepe Jordana y Saida Benzal
2019: Sección Oficial: Marisa Crespo, Ángel de la Cruz y Maria Maroto
2020: Sección Oficial: Pilar García Elegido, Oriol Maymó, Álex Montoya.
2021: Sección Oficial: Clara Bilbao, Marcos Cabotá, Mabel Lozano. Concurso de guion: Javi Prada, Kiko Prada y Óscar Grifoll. Concurso Shortpitch: Lucia Ros Serra, Rodolfo Coloma, Daniel Toledo Saura y Rosa Llorca (Benidorm Film Office)
2022: Sección Oficial: Luis Ivars, Cristina Perales, Pilar Pérez Solano. Concurso de guion: Sergio Barrejón, Eva Sáiz, Paco Cavero. Jurado PNR: Sonia Bautista-Alarcón (PNR), Ismael Olivares, Vicky Sirera, Mario Leclere, Diane Malherbe y Martín Delfino Guevara. Sección Iberoamericana: Diane Malherbe, Martín Delfino Guevara
2023: Sección Oficial: Diego San José Castellano, Assumpta Serna, Marta Medina. Concurso de guion: Julú Martínez, Laura Márquez López-Ayllón, Avelina Prat. Concurso Shortpitch: Victoria Minguez, Juan A. Valverde, Delia Guerra, Raquel Troyano, Diego Sániz y Rosa Llorca (Benidorm Film Office). Sección Iberoamericana: Tamara García y Teresa Montoro. Jurado PNR: Sonia Bautista-Alarcón (PNR), Susana Ramírez de Arellano y José Ramón Soriano Suárez
2024: Sección Oficial: Inés de León, Enrique López Lavigne y Paula Prendes. Concurso de guion: Paula Sánchez Álvarez, Santi (Santiago Cardelús) y Pablo (Pablo Manchado) y Gabi Ochoa. Concurso Shortpitch: Begoña Ballester-Olmos, Claudia Ortega, Julio Blas, Samuel Alarcón y Macu Esteve (Benidorm Film Office). Sección Iberoamericana: Jaime E. Manrique, Celia Vela y Rosalía Mayor. Jurado PNR: Sonia Bautista-Alarcón (PNR), Carlos Escolástico y Michèle Masse
2025: Sección Oficial: Marta Nieto, Gorka Lasaosa y Belén Sánchez-Arévalo. Concurso de guion: Maria Zaragoza, Jan Amor y Chelo Loureiro. Concurso Shortpitch: Carlos Madrid, Susana Molina, Jorge Acosta, Alba Iranzo y Macu Esteve (Benidorm Film Office). Secciones Internacionales: Tim Redford, Yolanda Flores y Miguel Dias.

## Impacto y reconocimiento
A lo largo de sus nueve ediciones, el Skyline Benidorm Film Festival se ha consolidado como una cita imprescindible dentro del calendario de festivales cinematográficos en España. Su relevancia ha crecido no solo por la calidad de su programación y su cuidada selección de obras, sino también por su fuerte implicación con la profesionalización del sector del cortometraje. Una de sus señas de identidad más destacadas es el pago por selección a los cortometrajistas que forman parte de la Sección Oficial Nacional, un gesto que refuerza su compromiso con la dignificación del trabajo creativo y lo diferencia de la mayoría de festivales del país.
El Skyline ha sabido atraer tanto a profesionales del ámbito audiovisual como a un público general cada vez más amplio. Su presencia constante en medios de comunicación, el respaldo de instituciones como el ICAA o la Generalitat Valenciana, y su inclusión como festival calificador para los Premios Goya en las categorías de Ficción, Documental y Animación, han contribuido a posicionarlo como referente nacional e internacional en el circuito de cortometrajes.
La combinación de actividades presenciales en salas, espacios culturales y centros educativos, junto con su vertiente digital a través de la plataforma Filmin, ha permitido al festival ampliar exponencialmente su alcance. Gracias a este modelo híbrido, el Skyline mantiene una audiencia fiel y creciente que no solo regresa edición tras edición, sino que también actúa como prescriptora del evento entre nuevas audiencias.
Además, el lanzamiento en 2025 de PRISMA, las jornadas de industria del festival, supone un salto cualitativo en su dimensión profesional, reforzando su papel como hub creativo para cineastas emergentes, productores, programadores y plataformas de contenidos.

## Compromiso y valores
El Skyline Benidorm Film Festival ha consolidado una identidad basada en principios firmes de inclusión, sostenibilidad y responsabilidad cultural. Estos valores atraviesan todas sus actividades y decisiones estratégicas, reflejando un modelo de festival comprometido con su entorno y su tiempo. Uno de los pilares fundamentales del festival es su compromiso con la diversidad y la inclusión. Esta filosofía se manifiesta tanto en la variedad de miradas presentes en la programación como en el diseño de sus actividades, concebidas para facilitar el acceso y la participación de públicos diversos.
En cuanto a accesibilidad, Skyline trabaja activamente para garantizar que su propuesta cultural esté al alcance de todas las personas. Algunas sesiones y actividades, incluyendo las galas oficiales, han contado con la presencia de intérpretes de lengua de signos, así como subtitulado adaptado para personas sordas y audiodescripción para público con discapacidad visual, reafirmando así su voluntad de ser un festival verdaderamente inclusivo.
La igualdad de género es otro eje de trabajo del Skyline, presente en la estructura del festival, la composición de sus jurados y mesas redondas. El festival busca generar espacios equitativos de participación y toma de decisiones dentro del sector audiovisual.
En el ámbito de la sostenibilidad, el Skyline promueve buenas prácticas medioambientales y fomenta un modelo de evento responsable con su entorno urbano, económico y social. Esto incluye desde la gestión eficiente de recursos hasta la colaboración con entidades locales para reducir la huella ambiental del festival.

Equipo del Skyline Benidorm Film Festival 2025

Por último, el Skyline desempeña un papel fundamental como herramienta de proyección cultural de Benidorm. A través del cine y sus actividades paralelas, contribuye a diversificar la oferta cultural y turística de la ciudad, posicionándola como un espacio de referencia en el mapa cultural contemporáneo. La combinación de cine, industria, formación y valores hace del Skyline un proyecto con vocación transformadora, tanto dentro como fuera de la pantalla.